# Borszewice
Borszewice – sołectwo w Polsce położone w województwie łódzkim, w powiecie łaskim, w gminie Łask, obejmujące wsie Borszewice Cmentarne, Borszewice Kolejowe i Borszewice Kościelne.

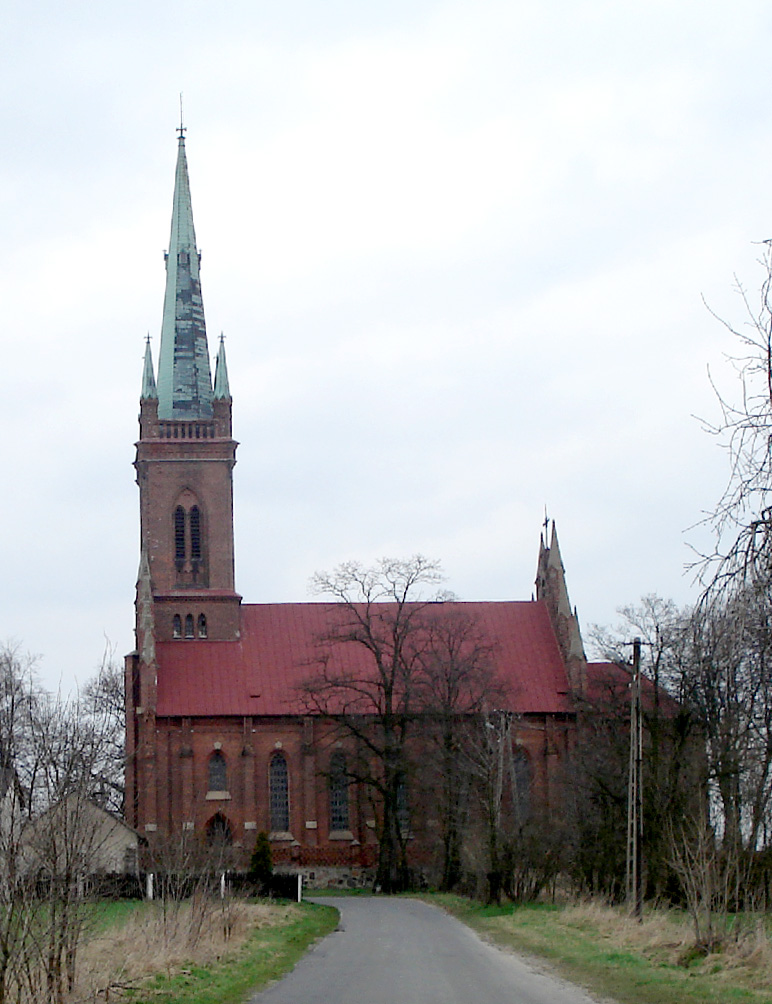
Kościół św. Stanisława Biskupa i św. Mikołaja Biskupa w Borszewicach

Borzyszowice (Borszewice) były wsią arcybiskupstwa gnieźnieńskiego w powiecie szadkowskim województwa sieradzkiego w końcu XVI wieku.

## Historia
Pierwotnie wieś należała do arcybiskupów gnieźnieńskich, wzmiankowana w 1413 r. Od 1799 r. była wsią rządową. 
Parafia była erygowana w XV w. przez arcybiskupa Mikołaja Trąbę. Wiadomo, że mieszkańcy sąsiednich wsi składali na początku XVI w. plebanowi w Borszewicach kolędę i po groszu z łanu. Drewniany kościół św. Stanisława był konsekrowany w 1644, lecz księgi parafialne przetrwały od 1634 roku. 
W 1795 kościół był w ruinie i wkrótce został rozebrany, a na jego miejscu wystawiono nowy kosztem Michała Kociełkowskiego, który był scholastykiem i oficjałem gnieźnieńskim. Latem 1892 kościół spłonął w pożarze, do jakiego doszło w wyniku uderzenia pioruna. Obecny kościół św. Stanisława biskupa i św. Mikołaja został zbudowany w latach 1894-1902 podczas probostwa ks. Józefa Komorowskiego, według projektu Kornelego Szrettera. Konsekrowano go w 1913 r. 
W latach 1924–25 dobudowano wieżę o wysokości 25 m i 4 wieżyczki niższe połączone attyką, oraz hełm zakończony 2,5 metrowym krzyżem. Główny ołtarz jest tryptykiem przedstawiającym św. Stanisława biskupa, jego nauczanie i śmierć. W kościele znajdują się: chrzcielnica barokowa, barokowe rzeźby Chrystusa i św. Jana z przełomu XVII/XVIII w., krucyfiks późnobarokowy, pacyfikał późnobarokowy i kapa z herbem Jelita z XVII w. 
8 maja 1975 Borszewice Cmentarne nawiedził pożar, w którego wyniku większość drewnianej zabudowy wsi spłonęła.